# 帕洛迪
帕洛迪（Phalodi），是印度拉贾斯坦邦Jodhpur县的一个城镇。总人口44756（2001年）。

## 人口
该地2001年总人口44756人，其中男性23507人，女性21249人；0—6岁人口7666人，其中男3967人，女3699人；识字率57.78%，其中男性为68.88%，女性为45.50%。